# Eszbol
Eszbol (hebr.: אשבול) – moszaw położony w samorządzie regionu Merchawim, w Dystrykcie Południowym, w Izraelu.
Leży na pograniczu północno-zachodniej części pustyni Negew.

## Historia
Moszaw został założony w 1953 przez imigrantów z Iranu.

## Gospodarka
Gospodarka moszawu opiera się na intensywnym rolnictwie (między innymi kukurydza) i sadownictwie.